# Pierre Wunsch
Pour les articles homonymes, voir Wunsch.
Guillaume Pierre Wunsch (Louvain, 12 décembre 1967) est un économiste belge proche de la droite libérale et gouverneur de la Banque nationale de Belgique depuis le 2 janvier 2019. Son deuxième mandat de cinq ans court jusqu'en 2029.

## Carrière
Wunsch a étudié l'économie à l'Université Catholique de Louvain et les affaires publiques et internationales à l'université de Princeton aux États-Unis. De 1992 à 1995, il a travaillé comme assistant et chercheur à l'INSEE et à l'École normale supérieure. De 1995 à 1996, il a travaillé comme expert auprès du Bureau fédéral du Plan. De 1996 à 2000, il est chef de cabinet adjoint d'Eric André (PRL), d'abord secrétaire d'État bruxellois aux Travaux publics et à l'Économie, puis chargé de l'Aménagement du territoire, de la Rénovation urbaine, des Monuments et Sites et des Transports publics de voyageurs. De 2000 à 2001, il a été chef de cabinet du commissaire du gouvernement et secrétaire d'État aux finances Alain Zenner (MR).
Il a ensuite travaillé chez Tractebel de 2001 à 2004 et chez Electrabel de 2004 à 2008. De 2008 à 2011, il a été chef de cabinet du ministre des Finances Didier Reynders (MR). Il était, entre autres, directeur de l'unité de politique financière et a donc vécu la crise financière de près.

## Gouverneur de la Banque nationale de Belgique
En juin 2011, Wunsch est nommé directeur de la Banque nationale de Belgique (BNB). En 2015, il  devient gouverneur adjoint. Le 2 janvier 2019, il succède à Jan Smets en tant que gouverneur de la Banque nationale, et devient ex officio membre du conseil des gouverneurs de la Banque centrale européenne. 
En Janvier 2024, il est reconduit à son poste pour 5 ans en dépit d'un blocage politique temporaire.
À la mi-mars 2020, dans le contexte de la crise COVID-19, Wunsch est devenu coprésident, avec Piet Vanthemsche, de l'Economic Risk Management Group (ERMG), dont le but était de suivre de près la situation économique de la Belgique pendant la crise et d'agir à titre consultatif auprès des gouvernements.
Wunsch est également administrateur à la Banque des règlements internationaux, membre du Conseil supérieur des finances et président du comité de gestion de BOOST puis président du conseil d'administration à partir de 2022 à la Fondation Roi Baudouin. Auparavant, il a été administrateur chez Electrabel et Fluxys, professeur d'université à l'UCL, membre du comité du Fonds des Rentes, membre du conseil de surveillance de la Commission bancaire, financière et des assurances et membre du Conseil de résolution unique.
En décembre 2020, la BNB a annoncé qu'elle réduisait de 10 % son salaire brut à 450 000 euros au lieu des 506 606 euros qu'il touchait précédemment et qui représentait le salaire le plus élevé parmi les banques centrales de l'Eurosystème. 

## Positions
Pierre Wunsch est membre du MR. Il est classé parmi les partisans de l'orthodoxie budgétaire,,.
Pierre Wunsch s'oppose à une action des banques centrales pour le climat, ce qui lui vaut régulièrement d'être critiqué par les associations et experts,,. En 2023, plusieurs associations belges et européennes s'opposent (en vain) à sa reconduction au poste de gouverneur en 2023 pour cette raison.

### Référénces
1. ↑  (nl) « Pierre Wunsch, de nieuwe sterke man van de Nationale Bank », sur De Tijd, 2 janvier 2019 (consulté le 23 octobre 2021)
2. ↑  « Pierre Wunsch devient le 23e gouverneur de la Banque nationale », sur www.nbb.be (consulté le 23 octobre 2021)
3. ↑  Antonin Marsac, « Après le cafouillage du 1er janvier, Pierre Wunsch est enfin prolongé à la tête de la Banque nationale », sur La Libre.be, 14 janvier 2024 (consulté le 14 janvier 2024)
4. ↑  « À propos de l’ERMG », sur www.nbb.be (consulté le 23 octobre 2021)
5. ↑  « Pierre Wunsch », sur Fondation Roi Baudouin (consulté le 5 juillet 2022).
6. ↑  « Pierre Wunsch n'est plus le banquier central le mieux payé d'Europe », sur L'Echo, 2 décembre 2020 (consulté le 23 octobre 2021)
7. ↑  Belga, « Pierre Wunsch (MR) gouverneur de la Banque nationale en 2019 », sur rtbf.be, 25 février 2017.
8. ↑  Ariane Van Caloen, « Pierre Wunsch (BNB) : "Si on n’arrive pas à une inflation de 2 %, il y a un problème" », sur La Libre Belgique, 21 octobre 2021.
9. ↑  (nl) Anton Jäger, « Pierre Wunsch bepaalt niet alleen het Belgische monetaire beleid, maar regeert mee over een continent », sur De Morgen, 26 avril 2023 (consulté le 14 janvier 2024)
10. ↑  « Pourquoi Paul Magnette s'en prend-il à la Banque nationale? », sur 7 sur 7 (consulté le 14 janvier 2024)
11. ↑  (en-GB) Graham Caswell, « ECB's Wunsch defends controversial market neutrality concept », sur Green Central Banking, 21 avril 2022 (consulté le 14 janvier 2024)
12. ↑  (nl-BE) Dirk Holemans, « De ecologisch ongeletterde centengouverneur », sur De Standaard (consulté le 23 octobre 2021)
13. ↑  (nl-BE) « Pierre Wunsch heeft het parlement iets uit te leggen », sur De Standaard (consulté le 14 janvier 2024)
14. ↑  Jen Van't Klooster, De machtigste man van België vindt het klimaat niet zo belangrijk" Apache,
15. ↑  pauline, « Lettre ouverte - La BNB doit avoir un.e gouverneur.e soucieux.se de la crise climatique », sur Les Amis de la Terre - Belgique, 13 novembre 2023 (consulté le 14 janvier 2024)